# Hortus Botanicus Amsterdam

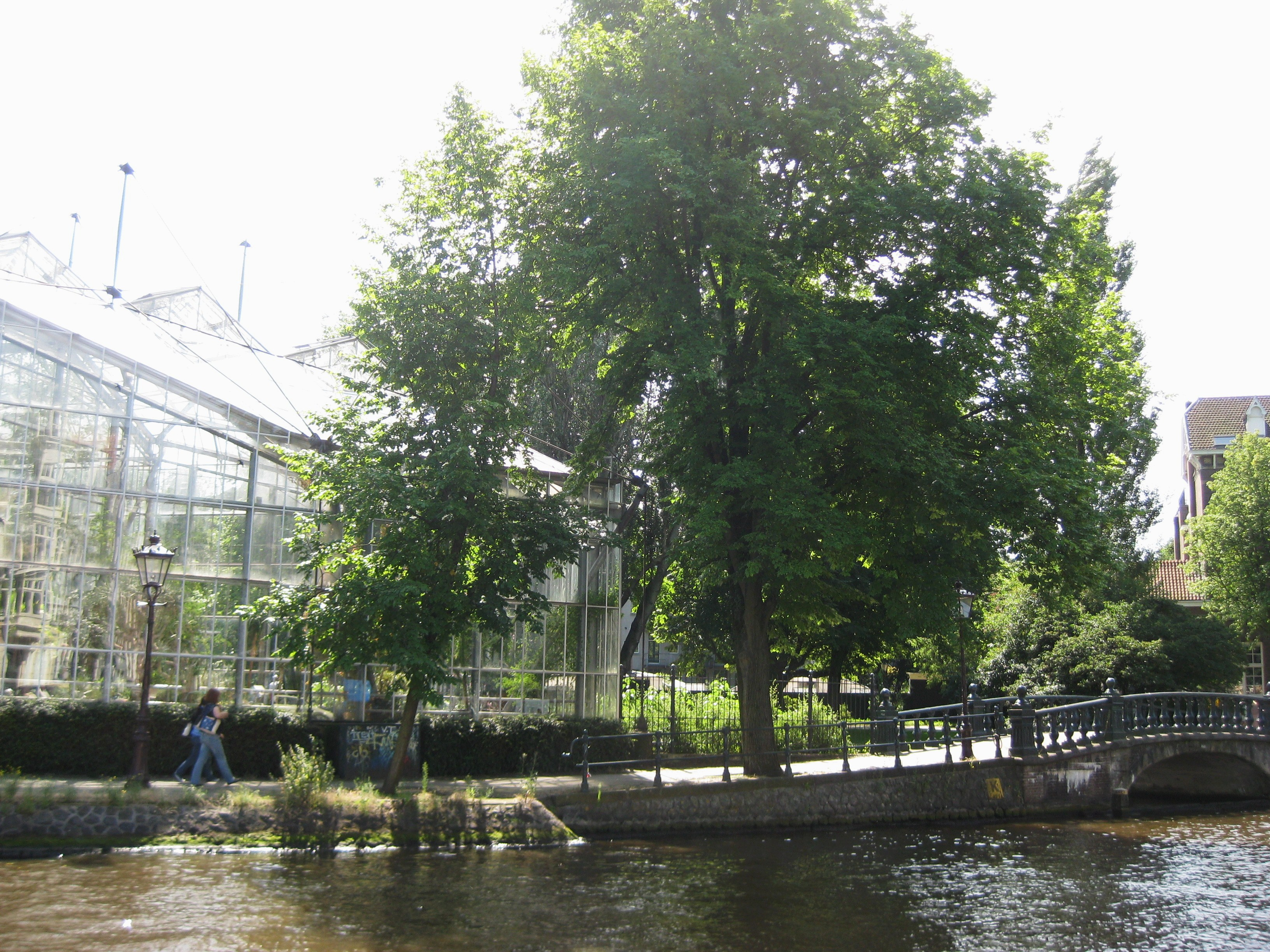
Drieklimatenkas

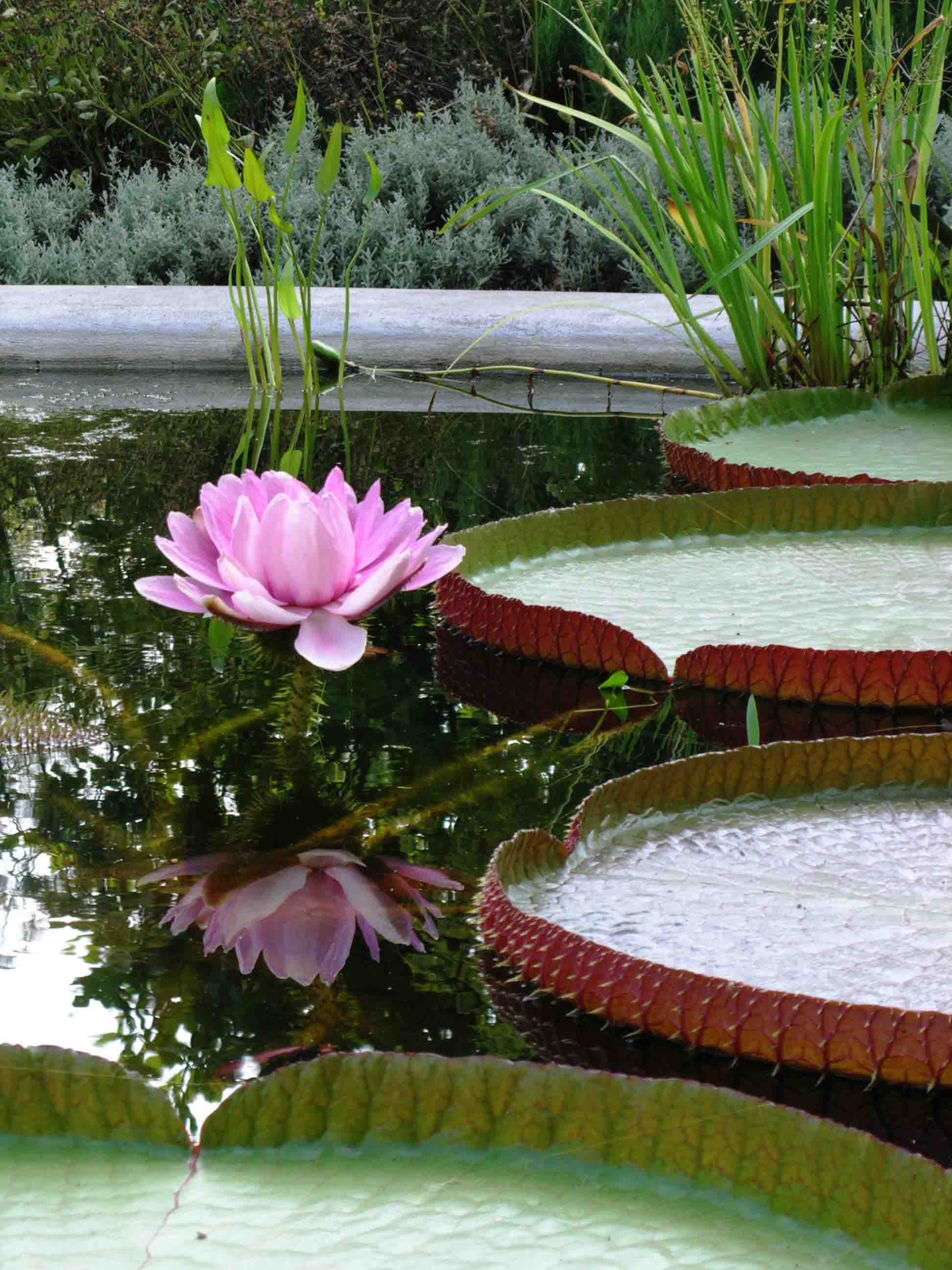
Een bloeiende Victoria in de hortus

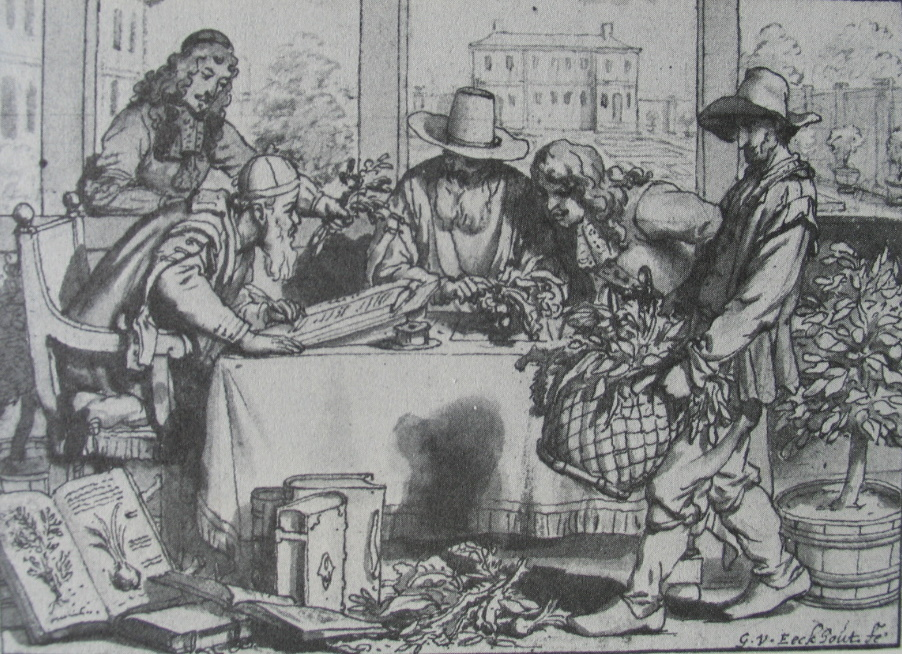
Botanici aan het werk, door Gerbrand van den Eeckhout

De Hortus Botanicus Amsterdam is een botanische tuin. De tuin ligt aan de Plantage Middenlaan, in de Plantagebuurt. De tuin is ongeveer 1,2 ha groot en bevat meer dan zesduizend tropische en inheemse bomen en planten.

## Gebouwen
De monumentale palmenkas dateert uit 1912. Er is een oranjerie, waarin vanouds 's winters sinaasappelbomen en andere kuipplanten binnen worden gezet. Aangrenzend bevindt zich aan de Plantage Middenlaan het voormalige Hugo de Vries-laboratorium; dit gebouw is ontworpen door architect Jo van der Mey.

### Monumentale status
Enkele bouwwerken van de hortus zijn beschermd als rijksmonument:
- het oude kasgebouw, tegenwoordig de Oranjerie, aan de Plantage Middenlaan,
- het toegangshek met toegangspoort aan de Plantage Middenlaan,
- de palmen- en varenkas aan de Plantage Parklaan bij de Nieuwe Keizersgracht,
- de voormalige hortulanuswoning,
- het voormalig speelhuis, de latere zaadkoepel.

Deze bouwwerken vormen samen met het voormalige Hugo de Vries-laboratorium en twee voetbruggen, de (afgesloten) brug 232 (de "Oostelijke Hortusbrug") en de (openbaar toegankelijke) Johan van Hulstbrug (brug 233, de "Westelijke Hortusbrug") het rijksmonumentcomplex Hortus Botanicus.

Daarnaast is het hek aan de Plantage Middenlaan voor het voormalige Hugo de Vries-laboratorium beschermd als gemeentelijk monument.

## Geschiedenis

### Reguliershof
De Amsterdamse 'Hortus Medicus', een tuin met medicinale planten ten dienste van chirurgijns en apothekers in de Reguliershof, op het terrein van het voormalige regulierenklooster ter hoogte van de Utrechtsestraat en de Keizersgracht, werd gesticht in 1638. Constantijn Huygens en P.C. Hooft bemoeiden zich met de herschepping van de tuin in een hortus. Vanwege de pest waren doktoren op zoek naar een kruid als geneesmiddel, maar ook effectievere behandelwijzen van ziekten onder schepelingen op verre reizen hadden de aandacht van de medici. De eerste hortus was mogelijk ingericht naar voorbeeld van de Hortus botanicus Leiden waar Carolus Clusius de leiding had. Als extra kreeg de hortus een arboretum en een brede sloot om waterplanten te kweken.
Het aantal planten nam onder leiding van beheerder Johannes Snippendaal toe van 300 tot 800 rond 1646. De Amsterdamse hortus had al vroeg een verwarmde plantenkas. Isaac Commelin beschreef de hortus met een collectie van tweeduizend planten. De hortus leverde profijt op voor het stadsbestuur door productie en verkoop van inheemse kruiden en door het opkweken en verhandelen van exoten. Door internationale uitwisseling verspreidden nuttige planten zich over de hele wereld. Bij de vierde uitbreiding van de stad rond 1664 is het complex opgeheven. De hortus werd verplaatst naar het Binnengasthuisterrein.

### Plantage
Jan Commelin en Joan Huydecoper van Maarsseveen (junior) waren in 1682 de oprichters en eerste bestuurders van een nieuwe hortus in de Plantage. In 1684 werden bij kwekers en handelaren tulpen, hyacinten en sinaasappelbomen gekocht. In 1685 werden asperges, stokrozen en olijfbomen aangeschaft. In respectievelijk 1685 en 1686 kreeg de hortus okra en een ananasplant toegestuurd vanuit Suriname. Er groeiden ook planten die uit Japan waren gesmokkeld. In 1713 schonk Nicolaes Witsen twee koffieplantjes aan de hortus. Frederik Ruysch, Caspar Commelin en Johannes Burman waren beroemde botanici. Twee drakenbloedbomen trokken veel aandacht van buitenlanders.
Lodewijk Napoleon had de hortus willen uitbreiden met een dierentuin. Zijn collectie dieren werd een jaar lang in de orangerie gehuisvest. Door zijn vertrek in 1810 verdwenen de plannen voor een dierentuin. In 1838 werd Artis opgericht. In de tweede helft van de 19e eeuw zijn er allerlei uitbreidingen in de hortus aangebracht, zoals de Victoriakas. De hortus werd wereldberoemd door het onderzoek dat Hugo de Vries verrichtte naar teunisbloemen. Om De Vries voor de universiteit te behouden, zijn in 1912 het collegegebouw en de palmenkas gebouwd.

### Stichting
In de jaren 1980 van de vorige eeuw verloor de hortus zijn wetenschappelijke belang voor de Universiteit van Amsterdam en dreigde de tuin te worden opgeheven. Door een stichting van vrienden, opgericht in 1986, bleef de bijzondere tuin voor Amsterdam behouden. Sinds 1990 is ze losgekoppeld van de universiteit. In 1993 is de Drieklimatenkas geopend.
Tussen 2004 en 2010 was Lena Euwens directeur van de Hortus. Zij werd opgevolgd door Taeke Kuipers die 8 jaar directeur bleef. In mei 2018 werd Carlien Blok directeur.

### Verbonden organisaties
De hortus is aangesloten bij Botanic Gardens Conservation International, de International Association of Butterfly Exhibitors and Suppliers, de Nederlandse Vereniging van Botanische Tuinen en de Stichting Nationale Plantencollectie.

## Collectie
Enkele noemenswaardige plantensoorten in de hortus:

### Coffea arabica
Een enkele koffieplant (Coffea arabica), in de verzameling van de hortus bracht alle nakomelingen voort voor de koffiecultuur in Centraal- en Zuid-Amerika.

### Victoria amazonica
In de jaren 30 van de 20e eeuw bezochten veel mensen uit Amsterdam de hortus gedurende de nacht, als daar een exemplaar van Victoria amazonica in bloei kwam.

### Wollemia noblis
In de tuin is een exemplaar van Wollemia nobilis te zien. Deze plant is een levend fossiel. Ze werd in 1994 in de Australische staat New South Wales voor het eerst aangetroffen.

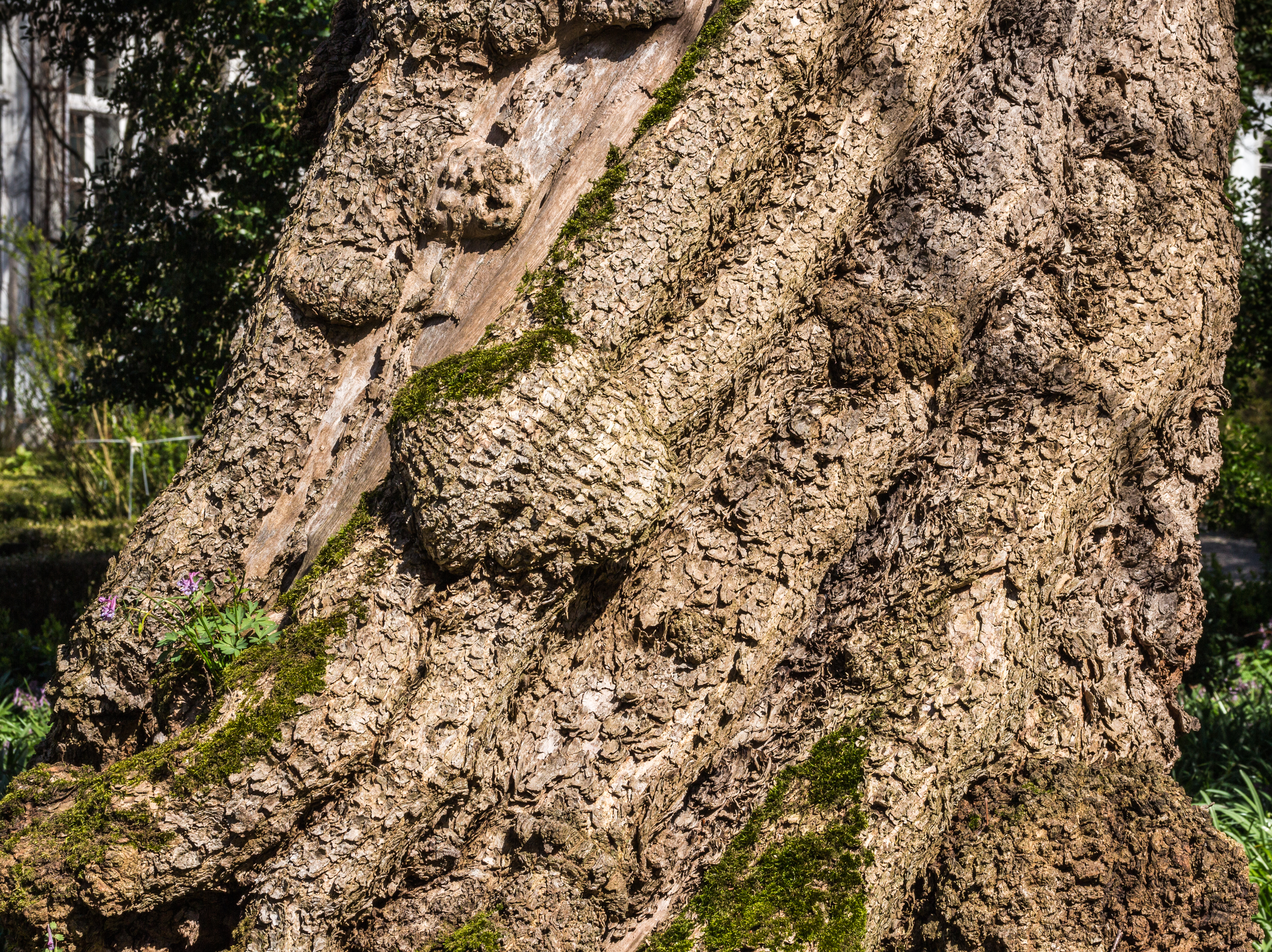
Stam van de trompetboom (Catalpa bignonioides) (detail).
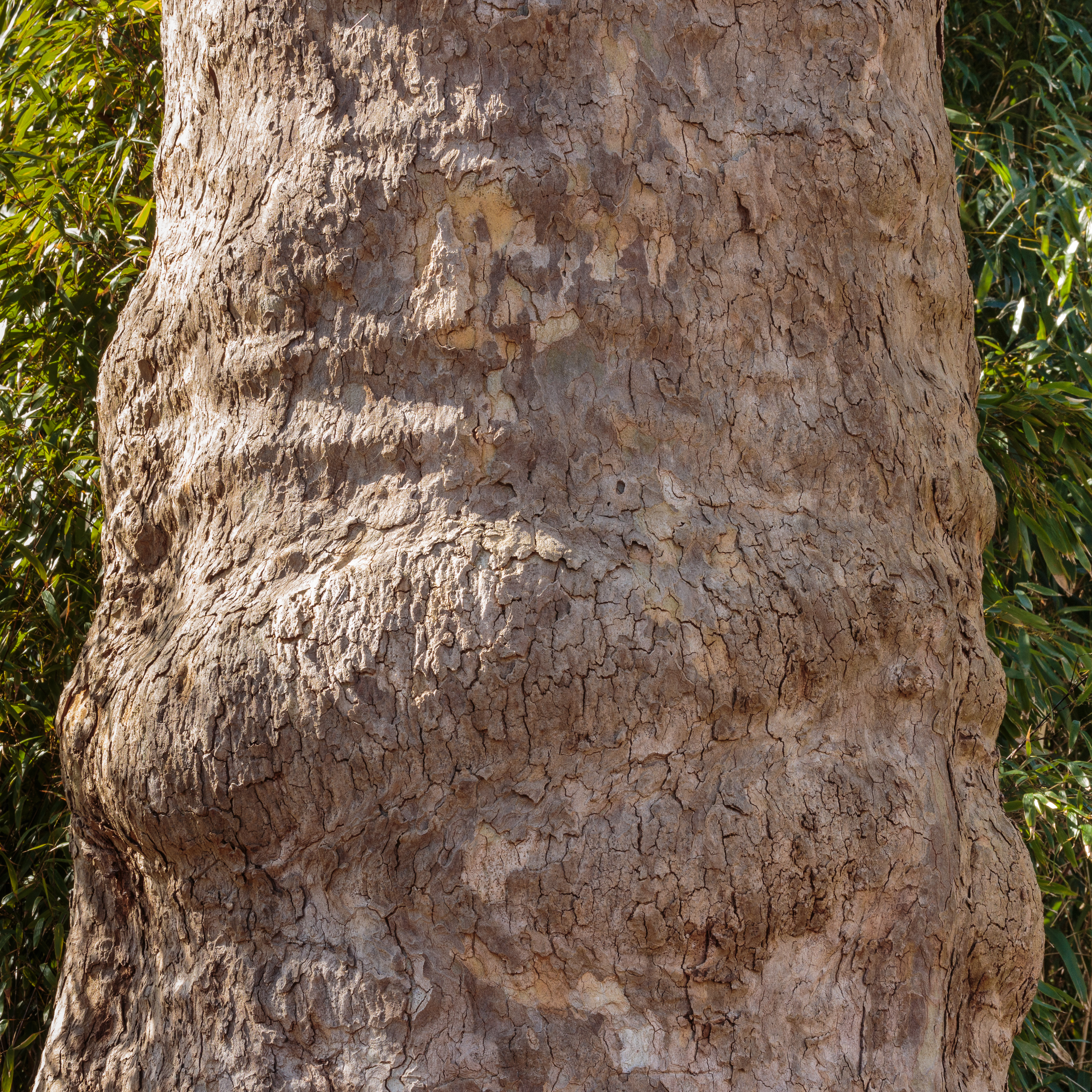
Stam van de gewone plataan (Platanus ×hispanica) (detail).